# Aquilaria cumingiana
Aquilaria cumingiana är en tibastväxtart som först beskrevs av Joseph Decaisne, och fick sitt nu gällande namn av Henry Nicholas Ridley. Aquilaria cumingiana ingår i släktet Aquilaria och familjen tibastväxter. Inga underarter finns listade i Catalogue of Life.